# Fritz Tobias
Fritz Tobias (3 de outubro de 1912 - Hanôver, 1 de janeiro de 2011) foi um historiador alemão. Na década de 1960 escreveu sobre o incêndio do Reichstag.